# Ben Watson
Benjamin "Ben" Watson (født 9. juli 1985 i London, England) er en engelsk fodboldspiller, der spiller som midtbanespiller hos Nottingham Forest. Han har spillet for klubben siden 2018. Tidligere har han repræsenteret blandt andet Crystal Palace og Wigan.

## Landshold
Watson har (pr. april 2018) endnu ikke optrådt for Englands A-landshold, men spillede mellem 2004 og 2006 to kampe for landets U-21 hold.